# Spaniocerca zwicki
Spaniocerca zwicki är en bäcksländeart som beskrevs av Mclellan 1987. Spaniocerca zwicki ingår i släktet Spaniocerca och familjen Notonemouridae. Inga underarter finns listade i Catalogue of Life.